# Canon EOS 500D
Máy ảnh Canon EOS 500D là máy ảnh kỹ thuật số ống kính rời độ phân giải 15.1 triệu điểm ảnh được hãng Canon công bố vào 25 tháng 3 năm 2009 và ra mắt trong tháng 5 năm 2009. Nó được biết đến với tên EOS Kiss X3 ở Nhật Bản và EOS Rebel T1i ở Bắc Mỹ. Nó nối tiếp dòng sản phẩm phổ thông Rebel và là sản phẩm kế tiếp EOS 450D.
Nó là loại máy kỹ thuật số ống kính rời thứ ba của Canon có chức năng quay phim, và sản phẩm thứ hai có khả năng quay phim độ nét cao 1080p. Chiếc máy này có vài tính năng của dòng máy cao cấp Canon EOS 5D Mark II, bao gồm chức năng quay phim, chức năng xem trực tiếp, và công nghệ xử lý ảnh DiG!C 4. Cũng giống như EOS 450D và EOS 1000D, máy sử dụng thẻ SDHC để lưu trữ dữ liệu, và là mẫu EOS thứ ba sử dụng loại thẻ đó thay vì CompactFlash. Giống như EOS 5D Mark II, những đoạn phim được thu với định dạng MOV với chuẩn nén video H.264/MPEG-4 và tuyến âm thanh PCM.

## Đặc điểm
- 15.1-triệu điểm ảnh cảm biến CMOS
- Bộ xử lý ảnh DIGIC 4
- Bộ chuyển đổi 14-bit từ tín hiệu song song thành tín hiệu kỹ thuật số
- Màn hình tinh thể lỏng 3.0-inch (76 mm)
- Chế độ xem trực tiếp và đèn chớp tích hợp
- Nhiều chế độ tự động lấy nét, lấy nét 9 điểm với cảm biến chéo ở trung tâm
- 4 chế độ đo sáng, sử dụng 35-vùng: đo điểm, cục bộ, trung tâm, và đo sáng ước lượng.[4]
- Tự động tối ưu hoá ánh sáng
- Ưu tiên tông nổi bật
- Hệ thống làm sạch tích hợp EOS
- Không gian màu sRGB và AdobeRGB
- Tốc độ film (ISO) 100–12.800
- Chụp liên tục 3.4 hình/giây (170 hình (JPEG), 9 hình (RAW))
- Ống kính Canon EF/EF-S
- Đèn chớp EX Speedlites
- Video xuất tín hiệu PAL/NTSC
- Thẻ nhớ lưu trữ SD và SDHC
- Ghi đồng thời định dạng RAW và JPEG
- Giao thức USB 2.0
- Pin LP-E5
- Đế pin tuỳ chọn BG-E5
- Khối lượng khoảng 0.475 kg (400 gram)